# Amazing Spider-Man 2
Amazing Spider-Man 2 (v anglickém originále The Amazing Spider-Man 2) je americký akční sci-fi film z roku 2014, který natočil Marc Webb. Snímek vychází z komiksů o superhrdinovi Spider-Manovi, vydávaných vydavatelstvím Marvel Comics, a je sequelem filmu Amazing Spider-Man z roku 2012. V titulní roli se opětovně představil Andrew Garfield. Do amerických kin byl film, jehož rozpočet činil 200 milionů dolarů, uveden 2. května 2014, přičemž celosvětově utržil 708 982 323 dolarů.
Snímek Amazing Spider-Man 2 se měl stát základním kamenem širšího fikčního světa. Již v roce 2013 byly oznámeny další dva navazující filmy o Spider-Manovi, s premiérami ohlášenými na roky 2016 a 2018, a dva spin-offy. Kvůli nízkým tržbám druhého dílu Amazing Spider-Mana ale studio Sony Pictures tyto plány zrušilo. Postava Spider-Mana byla v roce 2015 propůjčena do snímků fikčního světa Marvel Cinematic Universe od Marvel Studios.

## Příběh
Peter Parker coby Spider-Man chrání New York před zločinci, zároveň však chodí se Gwen Stacyovou, která o jeho identitě maskovaného hrdiny ví. Pavoučí muž pronásleduje muže, který zběsile ujíždí v dodávce a ničí město. Porazí ho a zároveň zachrání Maxe Dillona, který je shodou okolností opodál. Max pracuje jako elektrikář ve velké technologické firmě Oscorp. Jednoho dne chce opravit elektrické vedení v budově společnosti, jenže je proudem zasažen a spadne mezi elektrické paúhoře, kteří ho pokoušou. Stane se z něj Electro, který dokáže ovládat elektřinu, z níž získává sílu.
Ve stejné době zemře majitel Oscorpu Norman Osborn a společnost převezme jeho syn Harry, dávný kamarád Petera Parkera. Spider-Man absolvuje souboj s Electrem, kterého porazí, a ten je odvezen do vězení. Peter se zastaví za Harrym a ten mu oznámí, že umírá na stejnou nemoc, jako jeho otec. Harry si myslí, že Spider-Manova krev, ovlivněná geneticky modifikovaným pavoukem, jenž ho kousl, by ho mohla vyléčit a po Peterovi, který prodal několik jeho fotek do novin, chce, aby ho přivolal. Peter se po chvíli váhání skutečně za Harrym vrátí v kostýmu Spider-Mana a vysvětlí mu, že jeho krev by ho pravděpodobně zabila. Harry se rozzuří a Spider-Man odejde.
Peter chce také zjistit více o svém otci Richardovi, který působil jako vědec v Oscorpu a před lety zemřel při nehodě. Od své tety May zjistí nějaké podrobnosti a díky nim najde tajnou stanici metra, která sloužila jako otcova laboratoř. V ní se skrýval před Normanem Osbornem a společností Oscorp, protože zjistil, že jeho projekt genetického inženýrství chtějí využít pro vojenské účely. Harry osvobodí Electra, aby mu pomohl chytit Spider-Mana, a následně si aplikuje jed geneticky modifikovaných pavouků, který ho promění do podoby goblina. Zároveň najde oblek a vybavení, které sestavil jeho otec.
Electro se utká ve městě se Spider-Manem, který ho ale definitivně porazí. Na kluzáku dorazí i šílený Harry, který díky přítomnosti Gwen odhalí Spider-Manovu identitu. Peter jej však rovněž dokáže porazit, ale Gwen při souboji zemře. Harry je zatčen a umístěn do vězení.

## Obsazení

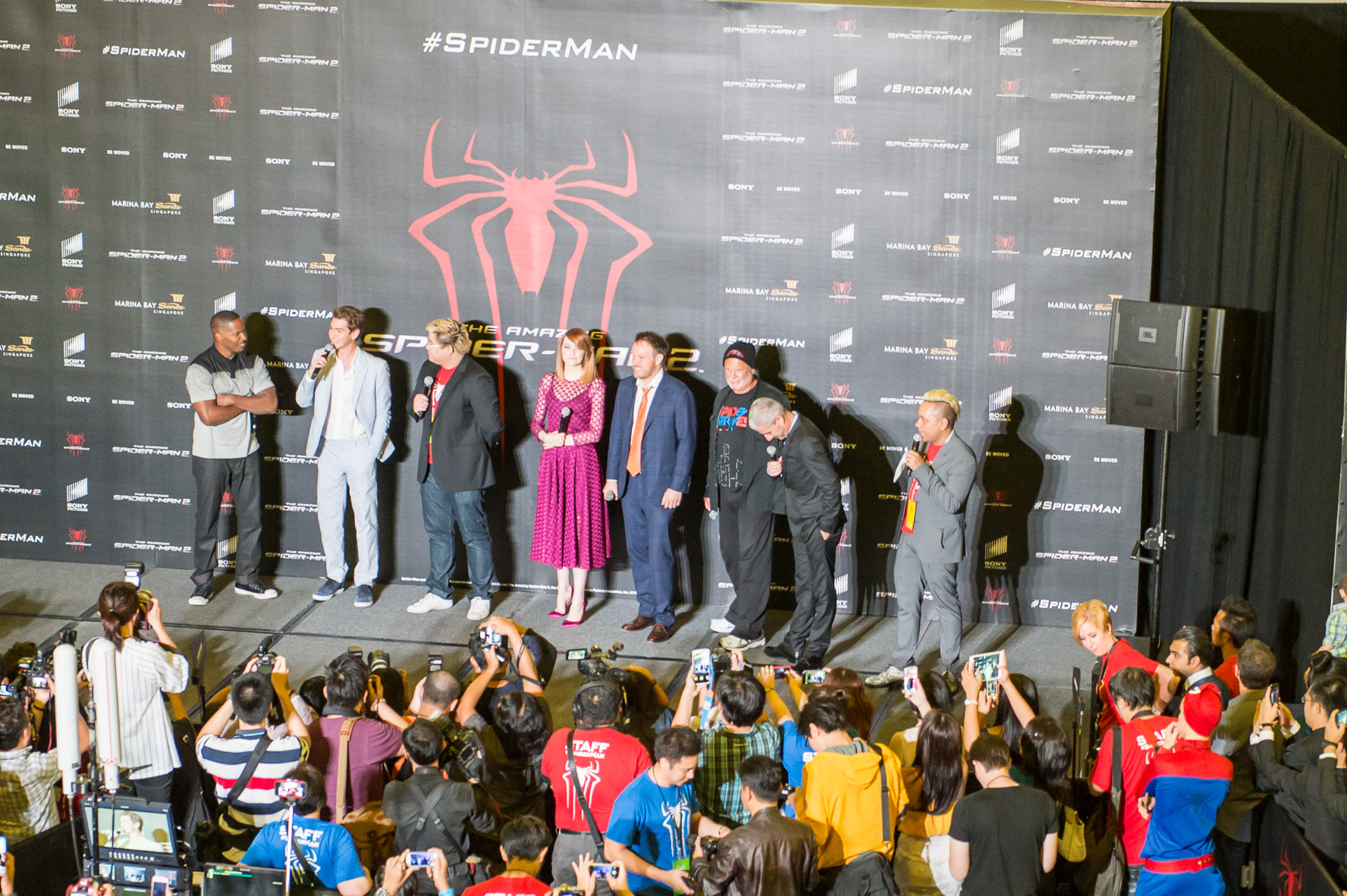
Herci při propagaci filmu Amazing Spider-Man 2 v Singapuru

- Andrew Garfield (český dabing: Matouš Ruml) jako Peter Parker / Spider-Man
- Emma Stone (český dabing: Kateřina Peřinová) jako Gwen Stacyová
- Jamie Foxx (český dabing: Lukáš Hlavica) jako Max Dillon / Electro
- Dane DeHaan (český dabing: Petr Neskusil) jako Harry Osborn / Green Goblin
- Colm Feore (český dabing: Václav Knop) jako Donald Menken
- Felicity Jones (český dabing: Jana Páleníčková) jako Felicia Hardyová
- Paul Giamatti (český dabing: Bohdan Tůma) jako Alexej Sycevič / Rhino (v originále Aleksei Sytsevich)
- Sally Field (český dabing: Martina Hudečková) jako May Parkerová
- Embeth Davidtz (český dabing: Lucie Svobodová) jako Mary Parkerová
- Campbell Scott (český dabing: Jakub Saic) jako Richard Parker
- Marton Csokas (český dabing: Tomáš Juřička) jako doktor Ashley Kafka
- Louis Cancelmi (český dabing: Vilém Udatný) jako muž v obleku
- Max Charles (český dabing: Jindřich Žampa) jako mladý Peter Parker

## Produkce
Sequel filmu Amazing Spider-Man byl potvrzen v roce 2012. V září toho roku Andrew Garfield potvrdil, že se vrátí do role Spider-Mana. Emma Stone podepsala smlouvu na dva sequely. Herec J. K. Simmons vyjádřil svůj zájem o zopakování role J. Jonaha Jamesona z Raimiho spider-manovské trilogie. V říjnu 2012 se mluvilo o využití Electra jako padoucha, jeho roli nakonec získal Jamie Foxx. V říjnu 2012 jednala Shailene Woodley o roli Mary Jane Watsonové, kterou sice získala, ale nakonec byla tato postava z filmu odstraněna. Režisér Webb vysvětlil, že se chtěl soustředit na vztah Petera a Gwen. V prosinci roku 2012 prozradil režisér Marc Webb, že postavu Harryho Osborna si zahraje Dane DeHaan. V únoru 2013 byl obsazen Paul Giamatti a roli Normana Osborna získal Chris Cooper.
Natáčení filmu začalo v únoru 2013. Jako první ze spider-manovských filmů byl natáčen kompletně ve státě New York, přičemž většina hlavních scén byla filmována ve městě Rochester. Na konci června téhož roku bylo hlavní natáčení ukončeno.

## Přijetí

### Tržby
V severoamerických kinech utržil snímek Amazing Spider-Man 2 během prvního víkendu 91,6 milionu dolarů. Celkově utržil film v Severní Americe 202 853 933 dolarů a v ostatních zemích 506 128 390 dolarů. Celosvětové tržby tedy činily 708 982 323 dolarů.
V České republice byl film uveden do kin distribuční společností Falcon. Za první promítací víkend zhlédlo film 22 569 diváků, kteří nechali v kinech přibližně 3,5 milionu korun. Celkově snímek v ČR utržil přibližně 11,3 milionů korun.

### Filmová kritika
Server Kinobox.cz dal snímku Amazing Spider-Man 2 hodnocení 68 %, založené na 23 českých a slovenských recenzích. Server Rotten Tomatoes udělil filmu známku 5,8/10 (na základě 280 recenzí, z nichž 145 bylo spokojených, tj. 52 %). Od serveru Metacritic dostal film 53 bodů ze 100 (na základě 49 recenzí).

### Ocenění
| Rok  | Ocenění             | Kategorie                                | Nominovaný                   | Výsledek  | Zdroje      |
| ---- | ------------------- | ---------------------------------------- | ---------------------------- | --------- | ----------- |
| 2014 | Teen Choice Awards  | Nejlepší film sci-fi/fantasy             | Amazing Spider-Man 2         | nominace  | [ 6 ]       |
| 2014 | Teen Choice Awards  | Nejlepší filmový herec: sci-fi/fantasy   | Andrew Garfield              | nominace  | [ 6 ]       |
| 2014 | Teen Choice Awards  | Nejlepší filmová herečka: sci-fi/fantasy | Emma Stone                   | nominace  | [ 6 ]       |
| 2014 | Teen Choice Awards  | Nejlepší filmový zloduch                 | Jamie Foxx                   | nominace  | [ 6 ]       |
| 2014 | Teen Choice Awards  | Nejlepší filmový polibek                 | Andrew Garfield a Emma Stone | nominace  | [ 6 ]       |
| 2015 | Kids' Choice Awards | Nejoblíbenější film                      | Amazing Spider-Man 2         | nominace  | [ 7 ] [ 8 ] |
| 2015 | Kids' Choice Awards | Nejoblíbenější filmový herec             | Jamie Foxx                   | nominace  | [ 7 ] [ 8 ] |
| 2015 | Kids' Choice Awards | Nejoblíbenější filmová herečka           | Emma Stone                   | vítězství | [ 7 ] [ 8 ] |
| 2015 | Kids' Choice Awards | Nejoblíbenější filmová akční hvězda      | Andrew Garfield              | nominace  | [ 7 ] [ 8 ] |
| 2015 | Kids' Choice Awards | Nejoblíbenější zloduch                   | Jamie Foxx                   | nominace  | [ 7 ] [ 8 ] |
| 2015 | Saturn Awards       | Nejlepší film inspirovaný komiksem       | Amazing Spider-Man 2         | nominace  | [ 9 ]       |